# ローデシア (小惑星)
ローデシア (1197 Rhodesia) は小惑星帯に位置する小惑星である。南アフリカのヨハネスブルグでシリル・ジャクソンによって発見された。
アフリカのジンバブエとザンビアにまたがる地域の旧称ローデシアに因んで命名された。